# Adélard Lambert
Adélard Robillard dit Lambert (* 15. März 1867 in Saint-Cuthbert/Québec; † 19. Mai 1946 in Drummondville/Québec) war ein frankokanadischer Folklorist und Schriftsteller.

## Leben
Lambert wuchs ab 1869 in Neuengland auf und lebte ab 1890 in Manchester, New Hampshire, wo er als Agent für ein Teeunternehmen arbeitete. Während dieser Zeit sammelte er etwa 4000 Bücher, die die französische Präsenz in Nordamerika bezeugten und verkaufte seine Sammlung 1918 an die Canadian-American Association in Manchester.
1921 kehrte Lambert nach Kanada zurück und ließ sich in Drummondville nieder. Dort wurde er Mitarbeiter des Ethnologen Marius Barbeau. Diese Zusammenarbeit dauerte fast ein Vierteljahrhundert, und Lambert trug zu dessen Werken bei, insbesondere in der Reihe Canadian Tales, die im Journal of American Folklore veröffentlicht wurde, und in den Tales of Aunt Rose. Mehrere Tänze und Kinderspiele wurden auch unter dem Titel Jeux du père Adélard in Le Droit d'Ottawa und La Presse de Montréal veröffentlicht.
Selbst trug er – vor allem aus mündlicher Überlieferung im Kreise seiner Familie –  81 Volksmärchen, 510 Lieder, 108 Spiele und 130 Rätsel zusammen und wurde zum Berater der Quebecer Zweigstelle der American Folklore Society. Außerdem verfasste er u. a. persönliche Schriften zu seiner Canadiana-Sammlung (Journal d'un bibliophile), Broschüren über das tägliche Leben der Franko-Amerikaner und einen Roman (L'innocente Victim).

## Schriften
- Rencontres et entretiens, 1918
- Journal d’un bibliophile, 1927
- Contes de Tante Rose : contes du bon vieux temps pour les enfants, 1927
- Contes populaires canadiens; collection Adélard Lambert
- Castor nous revient ou entretiens du Père Jean Nault, 1934
- L’Innocente victime, 1939, 1980